# Tessuto osseo spugnoso
Il tessuto osseo spugnoso è un particolare tessuto osseo lamellare caratterizzato da un aspetto spugnoso.

## Struttura
L'aspetto spugnoso si nota essendo il tessuto costituito da sottili strutture colonnari o trabecole, variamente orientate ed intrecciate tra loro a delimitare numerose cavità intercomunicanti dette areole o cavità midollari contenenti midollo osseo, vasi sanguigni e nervi; i canali di Havers sono in genere assenti e solo nell'ambito delle trabecole di maggior spessore, o in corrispondenza della zona di confluenza delle trabecole, è possibile, eccezionalmente, osservare la presenza di qualche piccolo osteone. La rete formata dai canalicoli ossei si apre direttamente in corrispondenza dell'endostio assicurando così, per diffusione, il nutrimento diretto degli osteociti. L'orientamento delle trabecole all'interno del tessuto osseo spugnoso lamellare non è affatto casuale, bensì esse si dispongono nello spazio secondo le linee di forza che vengono esercitate sul tessuto dalle sollecitazioni meccaniche a cui esso è sottoposto. In particolare le trabecole servono per annullare le forze di taglio cui un osso è sottoposto, mentre le forze di stiramento e pressorie sono gestite dall'osso compatto.